# Andreu Febrer i Callís
Andreu Febrer i Callís (Vic, 1375/1380 - Vic, 1437/1444) fou un notable poeta català de la baixa edat mitjana, que a més fou un militar destacat i traductor en català de La Divina Comèdia de Dante. La totalitat de la seva obra poètica consta de quinze escrits, en gran part dels quals s'intueix la indestriable influència trobadoresca, tant pel que es fa a les formes i a la mètrica (primordialment feu ús del decasíl·lab), com tocant a la llengua en fer servir un català fortament provençalitzat.

## Biografia
Febrer era d'origen menestral, però gràcies a una bona formació en l'escriptura va entrar a la Cancelleria reial i el 1393 el trobem com a escrivent del rei Joan I i més tard, el 1398 era cambrer reial de Martí l'Humà. En temps d'aquest rei va viatjar molt per França i Itàlia com a diplomàtic, i d'aquests viatges en va portar unes influències poètiques noves. Amb tot, la seva poesia és un manteniment dels models trobadorescos, del trobar ric i la famosa Sextina d'Arnaut Daniel (molt llegida a Catalunya) que ell recrea en el seu poema 10 «Combas e valhs, puigs, muntanyes e colhs». Amb la nova dinastia Trastàmara continuà exercint càrrecs de confiança per a la monarquia: el 1420 va participar en la famosa expedició a Còrsega i Sardenya amb el rei Alfons el Magnànim, la qual partí dels Alfacs i on prengueren part Ausiàs March, Jordi de Sant Jordi, un fill de Bernat Metge, el pare i els germans de Joanot Martorell i un llarg etcètera de membres de les millors famílies de la corona. El 1429, després d'anys de serveis militars, es va instal·lar a Barcelona on va acabar la traducció de la Divina Comèdia; tot fa pensar que ho feu amb ànim d'oferir-la-hi al Magnànim, qui aquell mateix any va visitar la ciutat comtal.
Febrer és un personatge que s'inicia en les lletres en l'ambient de Joan I i el Consistori de Barcelona, on estava molt de moda l'estil dels trobadors, i ell en serà un continuador fervent, tal com Gilabert de Pròixida o Jordi de Sant Jordi. Els seus contactes amb Itàlia com a ambaixador fa que li arribin noves influències, però més en les traduccions, que són més tardanes, que no pas en la lírica, més primerenca.
D'ell es conserven quinze poemes, onze de temàtica amorosa, dos sirventesos guerrers i dos elogis cortesans. En les poesies d'amor apareix una dama que provoca una passió destructiva en el poeta, és anomenada amb el senyal d'«Àngel» o «Passa beldats» (més enllà de la bellesa). Mostra els símptomes propis de l'enamorament: timidesa, sofriment, etc. Els sirventesos es basen en l'expedició que va organitzar el rei Martí I a Tunis per recuperar unes sagrades custòdies que havien robat aquí uns pirates musulmans. Reprèn temes propis de la poesia de croada dels segles xi i xii. Pel que fa als elogis cortesans un està dirigit a les dames de la cort de Cardona a partir de la «La recepta de xarop» de Cerverí de Girona, mentre que l'altre és un elogi a la reina Maria de Sicília i explica les bones influències que tenen els set planetes sobre ella.
La forma de les seves poesies és bàsicament el decasíl·lab clàssic català, excepte una balada de tipus francès (com els que feia servir Gilabert de Pròixida) i dos lais, també d'origen francès, que combinen versos llargs i curts.
Febrer traduí la Divina Comèdia de Dante al català el 1429, per bé que l'havia començat abans, amb una gran exactitud de llengua i metre, perquè ho feu en poesia i no en prosa. Hagué d'adaptar l'hendecasíl·lab italià al decasíl·lab català, amb la diferent posició rítmica que tenen i adaptar els tercets encadenats a la poesia catalana, que no existien. El més remarcable, però, és la llengua que fa servir, malgrat que sigui un gènere poètic, Febrer va traduir-la en català i no en aquell català aprovençalat que feien servir els poetes lírics, com ell mateix, i això es deu a la voluntat de traduir i també perquè van apareixent idees noves en la lírica de finals de la dècada de 1420. L'Editorial Barcino n'ha publicat una edició crítica preparada per la filòloga Annamaria Gallina en sis volums (1989-1995).